# Jean Seri
Jean Michaël Seri (* 19. Juli 1991 in Grand-Béréby, Elfenbeinküste) ist ein ivorischer Fußballspieler. Er kommt vor allem im zentralen Mittelfeld zum Einsatz.

## Karriere

### Im Verein
Jean Seri begann seine Karriere in der Jugend von Africa Sports National. Anschließend wechselte 2010 in die Profimannschaft des ASEC Mimosas. 2012 verließ er die Elfenbeinküste in Richtung Europa. Seine erste Station war der FC Porto, wo er für die B-Mannschaft spielte. 2013 wechselte er in die erste portugiesische Liga zum FC Paços de Ferreira. Hier absolvierte er 54 Erstligaspiele und erzielte dabei zwei Tore. 2015 wechselte er in die französische Ligue A zum OGC Nizza. Nach drei erfolgreichen Jahren verließ er Frankreich in Richtung englische Premier League, wo er beim Londoner Aufsteigerklub FC Fulham unterschrieb. Für die Saison 2019/20 wurde Seri an Galatasaray Istanbul ausgeliehen. Galatasaray besaß zu dem eine Kaufoption in Höhe von 18 Millionen Euro, welche bis zum 1. Juni 2020 gültig war. Diese wurde allerdings nicht gezogen und er kehrte nach Fulham zurück. Im Januar 2021 gab dann Girondins Bordeaux die Ausleihe von Seri bis zum Saisonende bekannt.
Am 8. Juli 2022 wechselte Seri zum Zweitligisten Hull City und unterschrieb einen Dreijahresvertrag.

### Nationalmannschaft
Seri wurde erstmals für die Nationalmannschaft der Elfenbeinküste am 5. März 2014 einberufen, kam jedoch nicht zum Einsatz. Seinen ersten Einsatz in der Startelf hatte Seri am 6. September 2015 in dem Africa-Cup-Qualifikationsspiel gegen Sierra Leone. Bei der Fußball-Afrikameisterschaft 2017 kam Seri zu zwei Spieleinsätzen, schied mit seinem Team allerdings schon in der Gruppenphase aus. Beim Afrika-Cup zwei Jahre später kam sein Team bereits bis ins Viertelfinale und Seri kam erneut zu zwei Einsätzen. Nach diesem Turnier stand er jedoch bis Mitte 2021 nur noch einmal im Kader des Nationalteams. Ab Oktober 2021 gehörte er der Mannschaft wieder regelmäßig an und nahm mit ihr am Afrika-Cup 2022 teil, bei dem man im Achtelfinale ausschied. Zwei Jahre später gewann er mit der Elfenbeinküste den Afrika-Cup 2024, wobei Seri in vier der sieben Turnierspiele zum Einsatz kam.

## Erfolge
ASEC Mimosas
- Ivorischer Pokalsieger: 2009, 2011
- Ivorischer Meister: 2010

Galatasaray Istanbul
- Türkischer Fußball-Supercupsieger: 2019

Nationalmannschaft
- Afrika-Cup-Sieger: 2024